# ۹۵۹ (قمری)
۹۵۹ (قمری)، نهصد و پنجاه و نهمین سال در گاهشماری هجری قمری است. اول محرم این سال برابر با هشتم ژانویه سال ۱۵۵۲ میلادی است.

## وابسته
- محمد فضولی